# Tommy Hampson (atleta)
Thomas Hampson, detto Tommy (Clapham, 28 ottobre 1907 – Stevenage, 4 settembre 1965), è stato un mezzofondista e velocista britannico, campione olimpico degli 800 metri piani ai Giochi di Los Angeles nel 1932.

## Palmarès
| Anno                                | Manifestazione                | Sede        | Evento      | Risultato | Prestazione | Note            |
| ----------------------------------- | ----------------------------- | ----------- | ----------- | --------- | ----------- | --------------- |
| In rappresentanza dell' Inghilterra |                               |             |             |           |             |                 |
| 1930                                | Giochi dell'Impero Britannico | Hamilton    | 880 iarde   | Oro       | 1'52"4      |                 |
| In rappresentanza del Regno Unito   |                               |             |             |           |             |                 |
| 1932                                | Giochi olimpici               | Los Angeles | 800 m piani | Oro       | 1'49"7      | Record mondiale |
| 1932                                | Giochi olimpici               | Los Angeles | 4×400 m     | Argento   | 3'11"2      |                 |